# Opere di Karl Pavlovič Brjullov
Quella che segue è una tabella contenente la riproduzione e alcune informazioni sulle opere di Karl Pavlovič Brjullov ordinate, laddove possibile, cronologicamente.
| Dipinto                  | Nome                                                                                     | Anno                   | Tecnica                 | Città           | Galleria                                  | Note  |
| ------------------------ | ---------------------------------------------------------------------------------------- | ---------------------- | ----------------------- | --------------- | ----------------------------------------- | ----- |
|                          | Il Genio dell'arte                                                                       | 1817-1820              | Pastello                | San Pietroburgo | Museo russo                               |       |
|                          | Ritratto di Maria Kikina da bambina                                                      | 1817-1820              | Acquarello              | Mosca           | Galleria Tret'jakov                       |       |
|                          | Narciso                                                                                  | 1819                   | Olio su tela            | San Pietroburgo | Museo russo                               |       |
|                          | L'apparizione di Dio ad Abramo alla quercia di Mamre, in aspetto di tre Angeli           | 1821                   | Olio su tela            | San Pietroburgo | Museo russo                               | [ 2 ] |
|                          | Ritratto dell'attore A. N. Ramazanov                                                     | 1821                   | Olio su tela            | Mosca           | Galleria Tret'jakov                       |       |
|                          | Ritratto del Segretario di Stato Piotr Kikin                                             | 1821-1822              | Olio su tela            | Mosca           | Galleria Tret'jakov                       |       |
|                          | Ritratto di M. A. Kikina                                                                 | 1821-1822              | Olio su tela            | Mosca           | Galleria Tret'jakov                       |       |
|                          | Copia de La scuola di Atene                                                              | 1823                   | ?                       | ?               | ?                                         | [ 2 ] |
|                          | Mattino italiano                                                                         | 1823                   | Olio su tela            | Kiel            | Kunsthalle                                |       |
|                          | Dafnis e Cloe                                                                            | 1823-1827              | ?                       | ?               | ?                                         | [ 2 ] |
|                          | Numa Pompilio in colloquio con la ninfa Egeria                                           | 1823-1827              | ?                       | ?               | ?                                         | [ 2 ] |
|                          | Ritratto dell’architetto K. A. Ton                                                       | 1823-1827              | Olio su tela            | San Pietroburgo | Museo russo                               |       |
|                          | Appuntamento interrotto                                                                  | 1823-1827              | Acquarello              | Mosca           | Galleria Tret'jakov                       |       |
|                          | Ritratto del fratello Aleksandr                                                          | 1823-1827              | ?                       | San Pietroburgo | Museo russo                               |       |
|                          | Ritratto di A. N. Lvov                                                                   | 1824                   | Olio su tela            | Mosca           | Galleria Tret'jakov                       |       |
|                          | Ritratto di Sil'vestr Feodosievič Ščedrin                                                | 1824                   | Acquarello              | San Pietroburgo | Museo russo                               |       |
|                          | Erminia tra i pastori                                                                    | Anni Venti             | Olio su tela            | Mosca           | Galleria Tret'jakov                       |       |
|                          | Vespri                                                                                   | 1825                   | Olio su tela            | Mosca           | Galleria Tret'jakov                       |       |
|                          | Musicanti di fronte alla Madonna                                                         | 1825                   | Olio su tela            | Mosca           | Galleria Tret'jakov                       |       |
|                          | Pellegrini all’ingresso di San Giovanni in Laterano                                      | 1825                   | Olio su tela            | Mosca           | Galleria Tret'jakov                       |       |
|                          | Donna che manda un bacio                                                                 | 1826                   | Carboncino              | San Pietroburgo | Museo russo                               |       |
|                          | Fanciulla che coglie l'uva nei dintorni di Napoli                                        | 1827                   | Olio su tela            | San Pietroburgo | Museo russo                               |       |
|                          | Mezzogiorno italiano                                                                     | 1827                   | Olio su tela            | San Pietroburgo | Museo russo                               |       |
|                          | Festa della vendemmia                                                                    | 1827                   | Acquarello              | Mosca           | Galleria Tret'jakov                       |       |
|                          | Ritratto dei coniugi Nariškin                                                            | 1827                   | Acquarello              | San Pietroburgo | Museo russo                               |       |
|                          | Ritratto dei coniugi Olenin                                                              | 1827                   | Acquarello              | Mosca           | Galleria Tret'jakov                       |       |
|                          | Ingresso di una Cattedrale                                                               | 1827                   | Acquarello              | Saratov         | Museo d'arte Radiščev                     |       |
|                          | Confessioni di donna italiana                                                            | 1827-1830              | Acquarello              | San Pietroburgo | Museo russo                               |       |
|                          | Ritratto di G. Gagarin                                                                   | 1829                   | Acquarello              | San Pietroburgo | Museo russo                               |       |
|                          | Ritratto di A. Gagarin da bambino                                                        | 1829                   | Acquarello              | Mosca           | Galleria Tret'jakov                       |       |
|                          | I sogni della nonna e della nipote                                                       | 1829                   | Acquarello              | San Pietroburgo | Museo russo                               |       |
|                          | La contessa Samòjlova in gondola                                                         | 1829                   | ?                       | ?               | ?                                         | [ 2 ] |
|                          | Appuntamento interrotto                                                                  | Anni Venti             | Acquarello              | San Pietroburgo | Museo russo                               |       |
|                          | Ritratto dello scultore Cincinnato Baruzzi                                               | 1830                   | Olio su tela            | Bologna         | Galleria d'arte moderna di Bologna        | [ 3 ] |
|                          | Elena Pavlovna con la figlia Maria                                                       | 1830                   | Olio su tela            | San Pietroburgo | Museo russo                               |       |
|                          | Ritratto di P. V. Basin                                                                  | 1830                   | Acquarello              | Mosca           | Galleria Tret'jakov                       |       |
|                          | Cartone preparatorio per Gli ultimi giorni di Pompei                                     | 1827-1833              | ?                       | Mosca           | Galleria Tret'jakov                       |       |
|                          | Cartone preparatorio per Gli ultimi giorni di Pompei                                     | 1827-1833              | ?                       | Mosca           | Galleria Tret'jakov                       | [ 2 ] |
|                          | Gli ultimi giorni di Pompei                                                              | 1827-1833              | Olio su tela            | San Pietroburgo | Museo russo                               |       |
|                          | Festa ad Albano                                                                          | 1830-1833              | Acquarello e inchiostro | Mosca           | Galleria Tret'jakov                       |       |
|                          | Ritratto di Giovanni Pacini                                                              | 1831                   | ?                       | ?               | ?                                         | [ 2 ] |
|                          | Sogno di una ragazza                                                                     | 1833                   | Acquarello              | Mosca           | Museo Puškin delle belle arti             |       |
|                          | Famiglia italiana in attesa di un bimbo                                                  | 1831                   | Acquarello              | San Pietroburgo | Museo russo                               |       |
|                          | Madre svegliata dal bambino                                                              | 1831                   | Carboncino              | ?               | ?                                         |       |
|                          | Donna italiana alla finestra col figlio                                                  | 1831                   | Acquarello              | Mosca           | Museo Puškin delle belle arti             |       |
|                          | Baccanale con satiri                                                                     | Anni Trenta            | Carboncino              | San Pietroburgo | Museo russo                               |       |
|                          | Sogno di una suora                                                                       | 1831                   | Acquarello              | San Pietroburgo | Museo russo                               |       |
|                          | Anatolij Nikolaevič Demidov a cavallo                                                    | 1831                   | Olio su tela            | Firenze         | Palazzo Pitti                             |       |
|                          | La cavallerizza                                                                          | 1832                   | Olio su tela            | Mosca           | Galleria Tret'jakov                       |       |
|                          | Betsabea                                                                                 | 1832                   | Olio su tela            | Mosca           | Galleria Tret'jakov                       |       |
|                          | Ritratto di Sergej Sobolevskij                                                           | 1832                   | Acquarello              | San Pietroburgo | Museo russo                               |       |
|                          | Autoritratto                                                                             | 1833                   | Olio su tavola          | San Pietroburgo | Museo russo                               |       |
|                          | Ritratto di F. F. Golytzin                                                               | 1833                   | Acquarello              | Mosca           | Galleria Tret'jakov                       |       |
|                          | Ritratto di Ignazio Fumagalli                                                            | 1834                   | Olio su tavola          | Milano          | Pinacoteca di Brera                       | [ 4 ] |
|                          | Ritratto del conte Carlo Andrea Pozzo di Borgo                                           | 1833-1835              | Olio su tela            | Saratov         | Museo d'arte Radiščev                     |       |
|                          | Ritratto di Giuseppe Capecelatro, arcivescovo di Taranto                                 | 1833-1835              | Olio su tela            | Mosca           | Galleria Tret'jakov                       |       |
|                          | Il sacco di Roma da parte di Genserico                                                   | 1833-1835              | Olio su tela            | Mosca           | Galleria Tret'jakov                       |       |
|                          | Autoritratto con la baronessa Y. N. Meller-Zakomelskaya e una ragazza in barca           | 1833-1835              | Olio su tela            | San Pietroburgo | Museo russo                               |       |
|                          | Ritratto della principessa Elizaveta Pavlovna Saltykòva                                  | 1833-1835              | Acquarello              | San Pietroburgo | Museo russo                               |       |
|                          | Ritratto della contessa Davydova e di sua nipote                                         | 1834                   | Olio su tela            | San Pietroburgo | Museo russo                               |       |
|                          | Morte di Inés de Castro                                                                  | 1834                   | Olio su tela            | San Pietroburgo | Museo russo                               |       |
|                          | Ritratto di Giuditta Pasta nella scena della pazzia della Anna Bolena di Donizetti       | 1834                   | Olio su tela            | Milano          | Museo teatrale alla Scala                 |       |
|                          | Ritratto di Fanny Tacchinardi Persiani, nella parte di Amina ne La sonnambula di Bellini | 1834                   | Olio su tela            | San Pietroburgo | Museo dell'Accademia di belle arti        |       |
|                          | Ritratto di Francesco Ascani                                                             | 1834                   | Olio su tavola          | Mosca           | Galleria Tret'jakov                       |       |
|                          | Tempio di Apollo a Figaleia                                                              | 1835                   | Acquarello              | Mosca           | Museo Puškin delle belle arti             |       |
|                          | La valle di Delfi                                                                        | 1835                   | Acquarello              | Mosca           | Museo Puškin delle belle arti             |       |
|                          | Mattina greca a Myraca                                                                   | 1835                   | Acquarello              | Mosca           | Museo Puškin delle belle arti             |       |
|                          | Il villaggio di San Rocco presso Corfù                                                   | 1835                   | Acquarello              | Mosca           | Museo Puškin delle belle arti             |       |
|                          | La contessa Olga Pavlovna Ferzen su un asinello                                          | 1835                   | Acquarello              | Mosca           | Galleria Tret'jakov                       |       |
|                          | Ritratto di V. A. Kornilov sul brigantino "Temistocle"                                   | 1835                   | Acquarello              | San Pietroburgo | Museo russo                               |       |
|                          | Donna italiana che accende una lampada davanti alla Madonna                              | 1835                   | Acquarello e inchiostro | Mosca           | Galleria Tret'jakov                       |       |
|                          | Ritratto del Capitano A. M. Kostinich                                                    | 1835                   | Acquarello              | San Pietroburgo | Museo russo                               |       |
|                          | Ritratto del poeta e drammaturgo Aleksej Konstantinovič Tolstoj in veste da cacciatore   | 1836                   | Olio su tavola          | San Pietroburgo | Museo russo                               |       |
|                          | Ritratto di V.Zukovskij                                                                  | 1837                   | Olio su tavola          | Mosca           | Galleria Tret'jakov                       | [ 5 ] |
|                          | Ritratto di Aleksej A. Perovskij                                                         | 1836                   | Olio su tavola          | San Pietroburgo | Museo russo                               |       |
|                          | Ritratto del poeta e drammaturgo Nestor Vasil'evič Kukol'nik                             | 1836                   | Olio su tavola          | Mosca           | Galleria Tret'jakov                       |       |
|                          | Svetlana allo specchio                                                                   | 1836                   | Olio su tela            | Nižnij Novgorod | Museo d'arte                              |       |
|                          | Ritratto di Y. I Durnova                                                                 | 1836                   | Olio su tela            | Mosca           | Galleria Tret'jakov                       |       |
|                          | Ritratto dello scultore Ivan Petrovič Vitali                                             | 1836-1837              | Olio su tela            | Mosca           | Galleria Tret'jakov                       |       |
|                          | Ragazza turca                                                                            | 1836-1837              | Olio su tela            | Mosca           | Galleria Tret'jakov                       |       |
|                          | Ritratto di U. M Smirnova                                                                | 1837-1840              | Olio su tela            | San Pietroburgo | Museo russo                               |       |
|                          | Ritratto di Y. I. Ton                                                                    | 1837-1840              | Olio su tela            | San Pietroburgo | Museo russo                               |       |
|                          | Ritratto delle sorelle Aleksandra ed Olga Šišmariov                                      | 1839                   | Olio su tela            | San Pietroburgo | Museo russo                               |       |
|                          | Ritratto di Ivan Andreevič Krylov                                                        | 1839                   | Olio su tela            | Mosca           | Galleria Tret'jakov                       |       |
|                          | Ritratto della baronessa I. I. Klodt                                                     | 1839                   | Olio su tela            | Ul'janovsk      | Museo regionale d'arte                    |       |
|                          | Ritratto di I. A. Beck                                                                   | 1839                   | Olio su tela            | Saratov         | Museo d'arte Radiščev                     |       |
|                          | Ritratto di M. A. Beck con la figlia                                                     | 1840                   | Olio su tela            | Mosca           | Galleria Tret'jakov                       |       |
|                          | Ritratto del poeta e traduttore A. N. Strugovščikov                                      | 1840                   | Olio su tela            | Mosca           | Galleria Tret'jakov                       |       |
|                          | Ritratto di M. A. Obolenskij                                                             | 1840-1846              | Olio su tela            | Mosca           | Galleria Tret'jakov                       |       |
|                          | Ritratto della principessa Y. P. Saltykova                                               | 1841                   | Olio su tela            | San Pietroburgo | Museo russo                               |       |
|                          | Ritratto del professor K. A. Janiš                                                       | 1841                   | Olio su tela            | Mosca           | Galleria Tret'jakov                       |       |
|                          | Ritratto di Y. F. Yanenko                                                                | 1841                   | Olio su tela            | Mosca           | Galleria Tret'jakov                       |       |
|                          | Ritratto di S. G. Likhonin                                                               | 1841                   | Olio su tela            | Kiev            | Museo d'arte russa                        |       |
|                          | Ritratto della cantante A. Y. Petrova                                                    | 1841                   | Olio su tela            | San Pietroburgo | Museo russo                               |       |
|                          | Ritratto del fratello Aleksandr                                                          | 1841                   | Olio su tela            | San Pietroburgo | Museo russo                               |       |
|                          | La contessa Julija Samòjlova con la figlia Amacilia all'uscita dal ballo                 | Pre-1842               | Olio su tela            | San Pietroburgo | Museo russo                               |       |
|                          | Ritratto della principessa Zinaida Aleksandrovna Volkonskaja                             | 1842                   | Olio su tela            | San Pietroburgo | Museo russo                               |       |
| File:Karl Brullov 44.jpg | Cartone preparatorio per L'assedio di Pskov                                              | 1839-1843              | ?                       | ?               | ?                                         |       |
| File:Karl Brullov 44.jpg | L'assedio di Pskov                                                                       | 1843                   | ?                       | ?               | ?                                         | [ 2 ] |
|                          | Ritratto di Pauline Viardot                                                              | 1844                   | ?                       | ?               | ?                                         | [ 2 ] |
|                          | Ritratto di V. V. Samòjlov                                                               | 1847                   | Olio su tela            | San Pietroburgo | Museo russo                               |       |
|                          | Autoritratto                                                                             | 1848                   | Olio su tela            | Mosca           | Galleria Tret'jakov                       |       |
|                          | Passeggiata a cavallo con autoritratto e ritratti di nobili                              | 1849                   | Acquarello              | Mosca           | Galleria Tret'jakov                       |       |
|                          | Fontana nel Bakhi Sarai                                                                  | 1849                   | Olio su tela            | Mosca           | Museo Puškin delle belle arti             |       |
|                          | Ritratto di S. A. Bobrinskij                                                             | 1849                   | Olio su tela            | San Pietroburgo | Museo russo                               |       |
|                          | Ritratto della Principessa A. A. Bagration                                               | 1849                   | Olio su tela            | Mosca           | Galleria Tret'jakov                       |       |
|                          | Le dolci acque di Costantinopoli                                                         | 1849                   | Acquarello              | San Pietroburgo | Museo russo                               |       |
|                          | Ritratto del duca di Leuchtenberg                                                        | 1849                   | Olio su tela            | Londra          | Collezione privata                        | [ 2 ] |
|                          | Ritratto di abate                                                                        | 1850                   | Olio su tela            | ?               | Collezione privata                        |       |
|                          | Ritratto di A. A. Abaz                                                                   | 1850                   | Olio su tela            | Riga            | Museo d'arte lettone e russa              |       |
|                          | Odalisca ("Per ordine di Allah la camicia va cambiata una volta all’anno")               | 1850-1852              | Olio su tela            | Milano          | Galleria d’arte moderna                   |       |
|                          | Ragazza nella foresta                                                                    | 1851-1852              | Olio su tela            | Roma            | Collezione privata della famiglia Tittoni |       |
|                          | Ritratto di un membro della famiglia Tittoni                                             | 1852                   | Acquarello              | Mosca           | Galleria Tret'jakov                       |       |
|                          | Giulietta Tittoni nelle vesti di Giovanna d’Arco                                         | 1850-1852              | Olio su tela            | Milano          | Collezione privata                        |       |
|                          | Ritratto di Angelo Tittoni                                                               | 1850-1852              | ?                       | Roma            | Collezione privata                        | [ 2 ] |
|                          | Ritratto di Vincenzo Tittoni                                                             | 1850-1852              | ?                       | Roma            | Collezione privata                        | [ 2 ] |
|                          | Ritratto di Mariano Tittoni                                                              | 1850-1852              | ?                       | ?               | ?                                         | [ 2 ] |
|                          | Ritratto di Antonio Tittoni                                                              | 1850-1852              | ?                       | ?               | ?                                         | [ 2 ] |
|                          | Ritratto di Caterina Tittoni                                                             | 1850-1852              | ?                       | ?               | ?                                         | [ 2 ] |
|                          | Ritratto dell’archeologo Michelangelo Lanci                                              | 1850-1852              | Olio su tela            | Mosca           | Galleria Tret'jakov                       |       |
|                          | Dimostrazione politica a Roma nel 1846                                                   | 1850-1852              | ?                       | ?               | ?                                         | [ 2 ] |
|                          | Diana sulle ali della notte                                                              | 1852                   | ?                       | ?               | ?                                         | [ 6 ] |
|                          | Enrico Martini, diplomatico in Russia                                                    | Anni Trenta o Quaranta | Olio su tavola          | Crema           | Museo civico di Crema e del Cremasco      | [ 7 ] |
|                          | Diana, Endimione e un satiro                                                             | ?                      | Olio su tavola          | San Pietroburgo | Museo russo                               |       |
|                          | Febe sul suo carro                                                                       | ?                      | Olio su tela            | San Pietroburgo | Museo russo                               |       |
|                          | Rovine in un parco                                                                       | ?                      | Olio su tavola          | San Pietroburgo | Museo russo                               |       |
|                          | Perseo e Andromeda                                                                       | ?                      | ?                       | ?               | ?                                         | [ 2 ] |
|                          | La morte di Laocoonte                                                                    | ?                      | ?                       | ?               | ?                                         | [ 2 ] |